# Cornualla (Bretanya)
Cornualla (en bretó Kernev, Bro-Gernev, en francès Cornouaille) és una de les comarques tradicionals ("països", en bretó broioù) en què es dividia l'antiga Bretanya. El seu nom fa referència al país de Cornualla, a la Gran Bretanya, amb la qual no s'ha de confondre (de la mateixa manera que Devon feia referència a l'antiga Dumnonia). Té una extensió de 5 979 km² i una població de 456 307 segons el cens del 1999, i agrupa 218 municipis. El seu principal centre era la vila de Kemper
Segons es creu, el nom volia dir la cantonada dels estrangers, i feia referència a l'acantonament que hi patiren els celtes de part d'angles i saxons. Per tal de defensar les costes de la Gàl·lia de les incursions dels corsaris escots i saxons, del 287 al 293 Carausius i Al·lecte organitzaren un territori separat a les costes del mar de la Mànega per tal d'evitar els atacs, però Constanci Clor la va retornar a l'Imperi Romà. Hi vivien els osismii, poble cèltic, però cap al segle VI el territori fou colonitzat intensivament per britànics procedents de les illes. Ja ho intentearen durant el regnat de Valentinià I el 370.
La Cornualla armoricana és esmentada per primer cop i indirectament entre 852 i 857 quan «el bisbe de Saint-Corentin», Anaweten, és qualificat de cornugallensis (derivat llatí de Cornugallia). Durant el segle IX fou un comtat feudal i sovint va rebre el nom de Poher, però un cop s'unificà el Ducat de Bretanya el poder polític passà a l'arquebisbe de Kemper. Quan el 1791 es va fer la nova divisió en departaments, fou repartit entre els d'Ar Mor-Bihan i Costes del Nord.
El nom del país ha estat readoptat de manera oficial el 2001, sobre la línia Kastellin-Scaër.